# 大宮智栄
大宮 智栄（おおみや ちえい、明治18年（1885年）6月1日 - 昭和59年（1984年）7月5日） は、浄土宗大本山善光寺大本願の第119世法主。尼公上人。大僧正。光照院門跡兼務。台湾・北投善光寺開基。全日本仏教尼僧法団初代総裁。

## 略歴
- 明治18年(1885年)6月1日 - 子爵大宮以季の息女として生まれる。
- 明治30年(1897年) - 善光寺大本願別院の京都・得浄明院を当時住持していた伏見宮誓圓尼公上人(善光寺上人117世)に満12歳にて入門。
- 明治30年(1897年)10月 - 誓圓尼公上人のもとで得度。
- 明治33年(1900年) - 善光寺御開帳並びに大本願本誓殿(本堂)再建工事の上棟式挙行のため得浄明院より大本願へ転住。
- 明治45年(1912年)3月 - 満27歳にて善光寺大本願副住職に就任。
- 大正元年(1912年) - 善光寺上人第119世に就任。
- 大正3年(1914年) - 明照殿を建立。
- 大正3年(1914年) - 「明照婦人会」設立。同会総裁に就任。
- 大正10年(1921年) - 「大本願婦人相談所」設立。
- 昭和7年(1932年) - 台湾・台北州北投(ベイトウ)に善光寺(北投善光寺)を開基。
- 昭和7年(1932年)11月 - 浄土宗より「瑠璃光院殿」の号が授与される。
- 昭和13年(1938年)3月 - 京都・光照院門跡を兼務。宮中参内御挨拶。
- 昭和20年(1945年)6月 - 善光寺初代住職に就任。
- 昭和22年(1947年)10月 - 昭和天皇の戦後巡幸があり、天皇が大本願に宿泊。拝謁する機会を得る[2]。
- 昭和24年(1949年)5月 - 貞明皇后が大本願に御宿泊されるにあたって御歓待。
- 昭和26年(1951年) - 全日本仏教尼僧法団総裁に就任。
- 昭和29年(1954年)4月 - 善光寺大本願が浄土宗大本山に昇格。
- 昭和30年(1955年) - 全日本仏教婦人連盟副会長に就任。
- 昭和33年(1958年)3月 - 大僧正に叙任。
- 昭和34年(1959年) - 大本願法主として47年にわたって宗風顕彰、寺門の護持・興隆、徳行顕著、教区行政功労に寄与されたことから浄土宗より表彰。
- 昭和36年(1961年)1月 - 全日本仏教尼僧法団総裁に就任。
- 昭和36年(1961年)10月 - 善光寺上人第119世を退任、報告のため宮中に参内し挨拶を行う。
- 昭和40年(1965年)7月 - 善光寺大本願別院・城泉山観音寺(戸倉上山田温泉)の第1世として住職に就任。
- 昭和58年(1983年) - 第119世・大宮智栄上人白寿並びに第120世・一条智光上人喜寿祝賀会が開催される。
- 昭和59年(1984年)7月5日 - 満99歳にて遷化。法名「瑠璃光院殿明蓮社大僧正玉譽上人霊阿本誓宗圓智栄大尼和尚」[1]
- 昭和59年(1984年)9月13日 - 午後2時より善光寺大本願・本誓殿にて表葬儀式挙行。全国より約900名参列。[1]

## 主な役職
出典は「善光寺上人第百十九世　大宮智栄御遺作集」による。
- 浄土宗長野普通教習所所長 - 大正4年(1915年)～昭和6年(1931年)
- 浄土宗北信教区布教団団長 - 大正4年(1915年)～昭和16年(1941年)
- 仏教婦人救護会総裁 - 大正4年(1915年)4月
- 愛国婦人会特別会員 - 大正10年(1921年)7月
- 愛国婦人会特別維持会員 - 大正12年(1923年)1月
- 長野県連合保護司会顧問 - 昭和3年(1928年)12月、昭和6年(1931年)8月
- 浄土宗顧問 - 昭和30年(1955年)4月
- 浄土宗北信教区布教団名誉団長 - 昭和30年(1955年)8月
- 全国青少年教化協議会評議員 - 昭和37年(1962年)11月